# 九戶政實
九戶政實（1536年—1591年），是日本戰國時代、安土桃山時代的陸奧國武將。南部氏家臣，九戶城主，為九戶信仲之子。

## 生涯

### 九戶氏的勢力擴大
相傳九戶氏亦是南部一族，也有其他资料称其出自小笠原氏。九戶氏在政實這代的帶領之下變得十分壯大。1569年，受到南部晴政的請求，要求擊退侵略鹿角郡的安東愛季。之後斯波氏侵攻之際也有去支援石川高信，並有講和的貢獻。

### 南部晴政與晴繼之死，與石川信直的對立
1582年，南部晴政去世，之後南部晴繼繼承當主。但晴繼在參加完父親的喪禮回歸三戶城的途中遭到暗殺（亦有病死說），因此南部家的家督位置又這麼的空了下來。
南部氏便緊急招集重臣們開評定會。後繼者名單有先前是南部晴政養子身分的石川信直，以及一族中最有力勢力的九戶家，推舉政實之弟九戶實親（因為實親的夫人為南部晴政之女）。評定會時推舉實親的聲浪是比較高的，但在北信愛向八戶政榮的調略之下，結果還是由石川信直繼承家督。
而政實對有恩的南部宗家繼承者南部晴繼遭暗殺此事感到相當憤怒，謠傳暗殺晴繼的人正是石川信直，所以政實對信直的繼承感到相當不滿，因此返回本據地。（但也有南部晴繼是九戶家暗殺的說法。）

### 九戶政實的叛亂
1586年，政實對於石川信直公開自稱是南部家的正式家督之事非常不快。在1590年豐臣秀吉的奧州仕置後，政實的行動逐漸轉為激烈，先是1591年初，拒絕對南部氏的正月參拜，接著3月就以5000人的兵力舉兵叛亂。
由於九戶政實的軍隊為南部家的精銳，而石川信直也擔心戰後封賞不足引起家臣怨對，因此信直選擇向豐臣秀吉送出使者，請求討伐九戶政實。秀吉便命令豐臣秀次為總大將，蒲生氏鄉、淺野長政及石田三成為輔，率主力軍向奧州開始進軍，同時要求其他的東北大名參陣（小野寺義道、大浦為信、戶澤政盛、秋田實季等），九戶討伐軍的兵力自此上看6萬人。
同年9月1日，討伐軍開始攻擊九戶氏的領地，怒濤般的攻勢讓九戶氏不得不選擇籠城作戰，9月2日便開始包圍九戶城，即使是再怎麼善戰的九戶政實，也不得不感到龐大的壓力。後來選擇在9月4日時，以出家為條件，向九戶討伐軍投降。
最後政實及實親兄弟倆被綁到豐臣秀次的陣中遭斬首，結果九戶一族不論男女老幼，皆遭殺害，九戶一族自此滅亡。不過政實之弟中野康實的子孫以中野氏的身分存活下去，日後成為與八戶氏、北氏同等級的家老氏族，乃南部家老「御三家」之一。

## 相關作品
- 天を衝く - 高橋克彥著

## 外部連結
- 岩手縣二戶市－九戶政實Project（页面存档备份，存于）